# Blackfield (wieś)
Blackfield – wieś w Anglii, w hrabstwie Hampshire, w dystrykcie New Forest. Leży 21 km na południowy zachód od miasta Winchester i 119 km na południowy zachód od Londynu.